# Hydraena hispanica
Hydraena hispanica é uma espécie de insetos coleópteros polífagos pertencente à família Hydraenidae.
A autoridade científica da espécie é Ganglbauer, tendo sido descrita no ano de 1901.
Trata-se de uma espécie presente no território português.